# Давка на «Параде любви» в Дуйсбурге
Давка на «Параде любви» в Дуйсбурге — трагедия, случившаяся в городе Дуйсбург 24 июля 2010 года во время музыкального фестиваля «Парад любви».

## Описание
Трагедия произошла примерно в 17:00 у входа на фестиваль. Давку сняли на видео.
Вход был с улицы Карла Лера, проходящей в тоннелях под 59-й скоростной магистралью и железнодорожными путями станции Дуйсбург-главный. Фестиваль проходил на территории старой станции Дуйсбург-грузовой., где могло бы поместиться 250 000—300 000 человек. На предыдущих «Парадах любви» в городах Эссен и Дортмунд было около полутора миллионов посетителей. Немецкие железные дороги (Deutsche Bahn) сообщили, что специальными поездами к 14:00 прибыло около 105 тыс. В самом Дуйсбурге проживает около полумиллиона человек.
Пресс-секретарь полиции сообщил, что к 16:00 у входа столкнулись два потока входящих с двух сторон по улице Карла Лера рейверов и зрителей, и выходящие. Более широкий вход со стороны улицы Меркатора был закрыт для посетителей и предназначался только для организаторов, машин скорой помощи, полиции, пожарных и ВИПов. Скоростная магистраль 59 была перекрыта, и на ней размещались машины скорой помощи и различные службы. После трагедии магистраль стала местом своеобразного полевого госпиталя для раненых.
Как началась трагедия и как она протекала, на 2015 год считается до конца не выясненным. Создана комиссия по расследованию, которой передана вся документация по подготовке мероприятия со стороны всех служб города Дуйсбург и прочих ответственных лиц и организаций. Представители полиции и пожарных предупреждали городские власти о своих сомнениях в достаточности безопасности на предстоящем мероприятии.
Средства массовой информации сообщили о трагедии, происшедшей из-за давки в переполненном тоннеле, где были закрыты все входы и выходы, в результаты чего в районе западной лестницы (узкой и возможной для передвижения только одного человека в одном направлении) было насмерть задавлено и затоптано 14 человек. По этой лестнице некоторые посетители попытались проникнуть на мероприятие, не выдержав долгого стояния в переполненном тоннеле при температуре воздуха под тридцать градусов на улице и давления от напиравших сзади и сбоку людей. Организаторы и полиция потеряли контроль над событиями (в 16:00 у них была пересменка, и ответственный за следующую смену опоздал из-за того, что был на родах своего ребёнка и прямо из родильного зала приехал на службу).
Министр внутренних дел земли Северный Рейн-Вестфалия подтвердил, что с 16:01 до 16:40 вход был перекрыт цепью полицейских. Представитель полиции Дуйсбурга сказал в среду, 25 июля, что, согласно его сведениям, никаких ограждений полиция не выставляла. Газета Die Rheinische Post сообщила 28 июля, что по показаниям многочисленных очевидцев, живые ограждения из цепи полицейских и собрали толпу. Эти ограждения были с южной стороны, где входили, и с северной, где пытались выйти. Как только цепи внезапно разошлись, толпы входящих двинулись внутрь и оказались блокированы встречным потоком выходивших.
Ответственный организатор и спонсор мероприятия Райнер Шаллер сказал вечером 26 июля: «Полиции было велено открыть ограждения, выходившие на западную сторону Дюссельдорфской улицы». Однако неконтролируемые потоки входивших и выходивших столкнулись в тоннеле.
В общей сложности к 29 июля погибло в давке и умерло в больницах — 21 человек, 13 женщин и 8 мужчин, практически все от раздавленных травм грудной клетки. Среди погибших оказались граждане Германии, Австралии, Китая, Италии, Испании. Количество раненных, обратившихся в больницы, перешагнуло цифру в 500 человек, не считая тех, кто пережил шок массовой паники, давки, потери близких.
| Гражданство          | Смерти | Возраст |
| -------------------- | ------ | ------- |
| Германия             | 14     | 18—38   |
| Испания              | 2      | 21—22   |
| Нидерланды           | 1      | 22      |
| Австралия            | 1      | 27      |
| Китай                | 1      | 38      |
| Италия               | 1      | 21      |
| Босния и Герцеговина | 1      | 20      |
| Всего                | 21     |         |

## Реакция
Канцлер Германии Ангела Меркель выступила с заявлением, что трагедия ужасает её, что она скорбит вместе с другими. Президент Германии Кристиан Вульфф также выразил соболезнования пострадавшим в трагедии, которая «вызвала смерти, скорбь и боль на фоне мирного фестиваля веселых молодых людей из многих стран. … Мои мысли с пострадавшими, их семьями и друзьями».

## Расследование
Верховная власть Германии приказала провести «интенсивное» расследование причин трагедии. Прокуратура приступила к расследованию.

## Последствия
Новая Рейнская Газета призвала бургомистра города Адольфа Зауерланда уволиться из-за трагедии. Жители Дуйсбурга проголосовали за отставку мэра Адольфа Зауэрланда, возложив на него ответственность за гибель людей в давке на Love Parade.